# داود العسعوسي
داود العسعوسي عالم دين كويتي وإمام وخطيب، ومن مشايخ الدعوة السلفية في الكويت.

## عن حياته
الشيخ داود بن عبد الوهاب العسعوسي إمام وخطيب مسجد الإمام أحمد بن حنبل بمنطقة الفيحاء بدولة الكويت، ويعمل في وزارة الأوقاف والشئون الإسلامية وكيل وزارة مساعدًا للشؤون الثقافية، وهو يرأس كذلك لجنة جنوب شرق آسيا بجمعية إحياء التراث الإسلامي، ومشروع حافظ القرآن الكريم. وقد ختم القرآن الكريم حفظاً وتجويداً في سن مبكرة في حياته.

## من مؤلفاته
- القول الأمثل في حكم الحلي المستعمل.
- الغاية المرامة في أنه لا صلاة إلا الفريضة عند الإقامة.
- الفوائد الثمينة من قصة السفينة. وغيرها.

## وصلات خارجية
- صفحة الشيخ على موقع طريق الإسلام